# Il cervo alla fonte
Il cervo alla fonte (Cervus ad fontem) è la dodicesima favola del primo libro delle Fabulae di Fedro, scritte nel I secolo.

## Trama
Un cervo si fermò a bere presso una fonte e vide la sua immagine riflessa. Loda le sue corna mentre disprezza le sue esili zampe. Dopo aver sentito le voci dei cacciatori, fugge via e distanzia i loro cani. Quindi si addentra nel bosco e le sue corna restano impigliate tra i rami. I cani lo raggiungono e lo sbranano. Si dice che prima di morire abbia pronunciato le seguenti parole: « Ora capisco quanto mi siano state utili le cose che ho disprezzato e quanto mi abbiano nociuto quelle che avevo lodato ».
Morale della favola: spesso le cose che disprezzi sono più utili di quelle che lodi.